# ジルバ (1994年のパチンコ機)
ジルバは、1994年6月にSANKYOが発売した、社交ダンスの一種であるジルバをテーマにしたパチンコ機のシリーズ名。
ジルバIの1機種がある。

## 概要
貯留型の羽根モノタイプ。役物内にはジルバを踊るカップルがおり、名前は「ポールとポーラ」である。
役物上部に搭載されているミニデジタルにはV入賞をサポートする仕様がある。このようなことは羽根モノ史上初の試みであった。

## スペック
- ジルバI
  - 賞球数 ALL10
  - 大当たり最高継続 15R
  - 最大貯留 6個（7カウント、偶数ラウンドは貯留無し）

## 演出
役物上部のミニデジタルは通常時、常に変動している。始動チャッカー入賞後羽根に玉が拾われると停止し、「7」で停止するとVゾーンの左右にある可動板が前後に動きV入賞をサポートする。
大当たり中は奇数ラウンドと偶数ラウンドで役物の動きが変わる。
最終15ラウンドを除く奇数ラウンドは、役物内部の左右に3個ずつ、最大6個貯留する。ハズレ7カウントか羽根開閉14回後に解放し、同時にVゾーンの左右にある可動板が前後に動く。
偶数ラウンドはハズレ7カウントか羽根開閉14回後に可動板が前後に動くのみとなっている。

## サウンドトラック
- 『ザ・パチンコ・ミュージック・フロム SANKYO FEVER WARS』キングレコード、1998年8月21日。KICA-1217。
  - BGMが収録されている。